# Языки Латвии
Языки Латвии — языки, используемые на территории Латвии.
Государственным языком Латвии является латышский язык. Латышский язык принадлежит к восточнобалтийской группе индоевропейской языковой семьи. Другим автохтонным языком Латвии является ливский язык. В восточной части Латвии распространён латгальский язык. Широко используется также русский язык, которым владеет значительная часть населения. Для специалистов представляют интерес вымершие земгальский и селонский языки, а также куршский язык, на котором разговаривали курши, жившие в районах нынешней Курземе и на западе Литвы.

Доля людей, использующих в семье латышский язык как основной (2011)

## Латышский язык
Латышский язык является государственным языком Латвии. На нём разговаривают около 1,7 млн человек.
По данным 2009 года, 48 % русскоязычных респондентов оценили владение латышским языков как хорошее, 8 % сообщили, что не владеют им, 1 % затруднился ответить.

## Латгальский язык
Латгальский является родным языком для 150 000 человек, в основном в Латвии. На нём разговаривают в Латвии (Латгале, Видземе, Селия и Рига), Сибири и Башкортостане.
Четвертая часть третьей статьи Закона о языке Латвийской Республики указывает, что «государство обеспечивает сохранение, защиту и развитие письменного латгальского языка как исторического подвида латышского языка». 
В 2009 году Сенат Верховного суда Латвии решил, что латгальский язык не может использоваться в качестве языка судопроизводства в административном процессе, так как государственным языком считается литературный латышский язык.

## Земгальский язык
Земгальский язык — это вымерший язык, просуществовавший до XVI века на юге Латвии и на севере Литвы.

## Селонский язык
Селонский язык — это вымерший язык, на котором разговаривали селонцы, жившие на юго-востоке Латвии и северо-востоке Литвы до XV века.

## Куршский язык
Куршский язык — язык балтийского племени куршей, вымерший в XVII веке.

## Ливский язык
Практический вымерший язык ливов. Ныне почти не используется в живом общении, хотя продолжает изучаться энтузиастами. После 1991 г. правительство республики Латвия признаёт ливский язык одним из двух автохтонных языков Латвии, наряду с латышским.

## Русский язык
Второй по распространённости как родной (37,5 % жителей при 29,6 % этнических русских) и первый по владению — 81,2 % процента населения страны (Данные переписи 2000 г.)